# كوكي اريتا
كوكي اريتا (باليابانية: 有田 光希) (23 سبتمبر 1991 في نيغاتا في اليابان – )؛ هو لاعب كرة قدم ياباني سابق كان يلعب كمهاجم.

## وصلات خارجية
- كوكي اريتا على موقع رابطة كرة القدم اليابانية للمحترفين (اليابانية)
- كوكي اريتا على موقع قاعدة بيانات كرة القدم.إي يو (الإنجليزية)
- كوكي اريتا على موقع Soccerway.com (الإنجليزية)
- كوكي اريتا على موقع عالم كرة القدم.نت (الإنجليزية)
- كوكي اريتا على موقع كووورة